# Aetideopsis multiserrata
Aetideopsis multiserrata is een eenoogkreeftjessoort uit de familie van de Aetideidae. De wetenschappelijke naam van de soort is voor het eerst geldig gepubliceerd in 1904 door Wolfenden.